# Hatchiana glochidiatus
Hatchiana glochidiatus is een keversoort uit de familie soldaatjes (Cantharidae). De wetenschappelijke naam van de soort werd in 1996 gepubliceerd door Sergey Vasiljevich Kazantsev.